# Joachim Rágóczy
Hermann Adalbert Egon Joachim Rágóczy (* 13. März 1895 in Bonn; † 21. Juli 1975 in Berlin) war ein deutscher Maler, Graphiker und Bibliothekar. Neben Ölgemälden fertigte er in erster Linie aquarellierte Bleistiftzeichnungen und Druckgraphik (Holz- und Linolschnitte sowie Radierungen und Lithografien). Sein Werk zeigt neben dem Leben in Berlin besonders Szenen der Nord- und Ostseeküste, die er regelmäßig in den Sommermonaten besuchte.

## Leben
Rágóczy war der Sohn Egon Rágóczys (1861–1931) und seiner Frau Hermine (geb. Freyer, 1873). Egon war zum Zeitpunkt der Geburt seines Sohnes Sekretär der Handelskammer in Bonn. Vermutlich 1902 zog die Familie nach Berlin. Dort besuchte Joachim Rágóczy das Werner-Siemens-Gymnasium in Schöneberg. Ab 1913 studierte er an der Unterrichtsanstalt des Königlichen Kunstgewerbemuseums in Berlin. Ab 1915 war er Meisterschüler in der Klasse Emil Orliks. Zu seinen Mitschülern und Mitschülerinnen gehörten unter anderem Hannah Höch, Karl Hubbuch und Georg Grosz. Einer seiner engsten Freunde war zweifellos der Kommilitone und Künstler Marcellus Schiffer (1892–1932), mit dem er das Berliner Nachtleben erkundete.
1919 trat Rágóczy in den Dienst seines Lehrers Emil Orlik, den er sowohl in der Produktion von Druckgraphik als auch als Sekretär und bei Ausstellungen unterstützte und dafür eine bescheidene Bezahlung erhielt, die Rágóczy jedoch den Lebensunterhalt sicherte. Er arbeitete für Orlik bis zu dessen Tod im September 1932.
Seit mindestens 1926 war Joachim Rágóczy mit Dora Bier (1905–1979) liiert. Über sie lernte er 1927 jedoch Irma Roth kennen, mit der er ab diesem Zeitpunkt eine Liebesbeziehung unterhielt. Seit Anfang der 1920er bis einschließlich 1937 unternimmt der Künstler jährlich Sommerreisen an die Nord- und Ostseeküste, von Dänemark bis nach Ostpreußen.
Liste der bekannten Sommeraufenthalte mit Jahr und Ort:
- 1923: Samland, Ostpreußen
- 1928: Westerland
- 1929: Dänemark und Langballig
- 1930: Langballig und Flensburg
- 1931: Eckenhagen
- 1932: Sylt
- 1933: Nidden, Kurische Nehrung
- 1934: Westerland
- 1935: Sylt
- 1937: Sylt und Westerland

Nach dem Tod Orliks war Rágóczy ohne Anstellung und festes Einkommen. Daher musste er in den 1930er Jahren verstärkt von eigenen Aufträgen und Verkäufen leben. Dabei half ihm der ehemalige Kommilitone Walter Wellenstein (1898–1970) in seiner Funktion als „Beauftragter für Kunstpflege beim Reichsluftfahrtministerium“. Dafür war die Aufnahme in die Reichskulturkammer notwendig, die scheinbar unproblematisch möglich war, vielleicht weil Rágóczy nie politisch auffällig geworden war. In den Briefen an seine Lebensgefährtin Irma Roth (die bereits seit 1933 Mitglied der NSDAP war) wird jedoch seine kritisch ablehnende Haltung gegenüber den Nationalsozialisten deutlich.
Nachdem Rágóczy 1942 eine feste Anstellung als Bibliothekar an der Hochschule für Kunsterziehung, Berlin erhalten hatte, heiratete er Irma Roth 1943. Mit Kriegsende verlor Rágóczy die Anstellung mangels Arbeit wieder und musste erneut von eigenen Aufträgen und Verkäufen leben. Dafür passte er sich in seinen Arbeiten nun verstärkt dem Geschmack der Zeit an und malte vorwiegend Blumenstillleben und Katzenmotive. Bereits 1946 trat Rágóczy dem neugegründeten Schutzverband Bildender Künstler Berlins bei, der bald in den Berufsverband Bildender Künstler überging. Eine sich anbahnende Erblindung konnte 1955 durch eine Operation verhindert werden. Im selben Jahr konnte er jedoch bis 1960 seine Anstellung als Bibliothekar wiedererlangen und malte seitdem nur noch vereinzelt in seiner Freizeit gemeinsam mit alten Malerfreunden.
Joachim Rágóczy starb 1975 in Berlin. Seine Frau Irma (die selbst 1989 verstarb) sorgte Anfang der 1980er Jahre für die Verbreitung des Künstlerischen Nachlasses ihres Mannes. Heute befinden sich Werke Joachim Rágóczys in Sammlungen des Kupferstichkabinetts der Staatlichen Museen zu Berlin, der Berlinischen Galerie, des Museumsberg Flensburg und des Kulturzentrums Ostpreußen.

## Ausstellungen

### Während der Lebenszeit
- 1923: Städtisches Museum Stettin, August 1923[11][12]
- 1925: Aquarell und Pastell: Berliner Sezession. Berlin[11]

### Postume Ausstellungen
- 1989: JOACHIM RÁGÓCZY. Galerie Bodo Niemann Berlin[13]
- 2003: "Die kleinen Mädchen, die nicht mitgehen konnten" in Berlin[14]
- 2007: Joachim Rágóczy. Mitmachen kann ich da nicht. Malerbriefe von Ost- und Nordsee 1928–1939. Museumsberg Flensburg
- 2019: Joachim Rágóczy. Liebe, Lust und Tod. Museumsberg Flensburg[15]
- 2020/2021: Joachim Rágóczy. Sehnsucht Heimat. Das Sylt Museum
- 2024: Joachim Rágóczy – Samlandansichten. Kulturzentrum Ostpreußen, Ellingen[16][17]